# Matteo Nannini
Matteo Nannini (ur. 10 lipca 2003 w Faenzy) – włoski kierowca wyścigowy, bratanek kierowcy Formuły 1 Alessandra Nanniniego. Mistrz Formuły 4 ZEA w 2019 roku.

## Wyniki

### Podsumowanie
| Sezon | Seria                                  | Zespół               | Starty | P1 | PP | NO | Podia | Punkty | Pozycja |
| ----- | -------------------------------------- | -------------------- | ------ | -- | -- | -- | ----- | ------ | ------- |
| 2019  | Hiszpańska Formuła 4                   | Xcel Motorsport      | 3      | 0  | 0  | 1  | 0     | 18     | 17      |
| 2019  | Formuła 4 ZEA                          | Xcel Motorsport      | 20     | 7  | 7  | 7  | 16    | 363    | 1       |
| 2019  | Europejski Puchar Formuły Renault 2.0  | MP Motorsport        | 2      | 0  | 0  | 0  | 0     | 0      | NS†     |
| 2019  | Formula Regional European Championship | Corbetta Racing Srls | 13     | 0  | 0  | 1  | 0     | 43     | 13      |
| 2020  | Formuła 3                              | Jenzer Motorsport    | 18     | 0  | 0  | 0  | 1     | 11     | 18      |
| 2020  | Formula Regional European Championship | Monolite Racing      | 3      | 0  | 0  | 0  | 0     | 14     | 15      |
| 2021  | Formuła 2                              | HWA Racelab          | 3      | 0  | 0  | 0  | 0     | 1      | 22      |
| 2021  | Formuła 2                              | Campos Racing        | 5      | 0  | 0  | 0  | 0     | 1      | 22      |
| 2021  | Formuła 3                              | HWA Racelab          | 20     | 1  | 0  | 1  | 2     | 44     | 14      |

† – Kierowca nie był zaliczany do klasyfikacji.

### Formuła 3
| Legenda oznaczeń w tabelach wyników Wyświetl szablon na nowej stronie | Legenda oznaczeń w tabelach wyników Wyświetl szablon na nowej stronie                                                                     |
| Oznaczenie                                                            | Wyjaśnienie |
| --------------------------------------------------------------------- | --- |
| Złoty                                                                 | Zwycięzca lub mistrzostwo |
| Srebrny                                                               | 2. miejsce lub wicemistrzostwo |
| Brązowy                                                               | 3. miejsce lub II wicemistrzostwo |
| Zielony                                                               | Ukończył, punktował (w klasyfikacji generalnej, gdy zdobył co najmniej jeden punkt na przestrzeni sezonu, poza trzema powyższymi opcjami) |
| Niebieski                                                             | Ukończył, nie punktował (w klasyfikacji generalnej, gdy nie zdobył co najmniej jednego punktu na przestrzeni sezonu)                      |
| Czerwony                                                              | Nie zakwalifikował się (NZ) |
| Czerwony                                                              | Nie prekwalifikował się (NPK) |
| Różowy                                                                | Nie ukończył (NU) |
| Różowy                                                                | Niesklasyfikowany (NS) (w klasyfikacji generalnej, gdy nie został sklasyfikowany w żadnym wyścigu sezonu)                                 |
| Czarny                                                                | Zdyskwalifikowany (DK) |
| Czarny                                                                | Wykluczony (WYK/EX) |
| Biały                                                                 | Nie wystartował (NW) |
| Biały                                                                 | Kontuzjowany (K/INJ) |
| Biały                                                                 | Wyścig odwołany (OD/C) |
| Bez koloru                                                            | Został wycofany (WYC/WD) |
| Bez koloru                                                            | Nie przybył (NP/DNA) |
| Bez koloru                                                            | Nie brał udziału w treningach (NT/DNP) |
| Bez koloru                                                            | Nie został zgłoszony (–) |
| Pogrubienie                                                           | Start z pole position |
| Kursywa                                                               | Najszybsze okrążenie wyścigu |
| †                                                                     | Nie ukończył, ale jego rezultat został zaliczony ze względu na przejechanie więcej niż 90% dystansu wyścigu.                              |
| *                                                                     | Sezon w trakcie |
| 1/2/3                                                                 | Punktowana pozycja w sprincie kwalifikacyjnym                                                                                             |
| Lista systemów punktacji Formuły 1                                    | |

| Rok  | Zespół            | Wyniki w poszczególnych eliminacjach | Wyniki w poszczególnych eliminacjach | Wyniki w poszczególnych eliminacjach | Wyniki w poszczególnych eliminacjach | Wyniki w poszczególnych eliminacjach | Wyniki w poszczególnych eliminacjach | Wyniki w poszczególnych eliminacjach | Wyniki w poszczególnych eliminacjach | Wyniki w poszczególnych eliminacjach | Wyniki w poszczególnych eliminacjach | Wyniki w poszczególnych eliminacjach | Wyniki w poszczególnych eliminacjach | Wyniki w poszczególnych eliminacjach | Wyniki w poszczególnych eliminacjach | Wyniki w poszczególnych eliminacjach | Wyniki w poszczególnych eliminacjach | Wyniki w poszczególnych eliminacjach | Wyniki w poszczególnych eliminacjach | Wyniki w poszczególnych eliminacjach | Wyniki w poszczególnych eliminacjach | Wyniki w poszczególnych eliminacjach | Punkty | Pozycja |
| ---- | ----------------- | ------------------------------------ | ------------------------------------ | ------------------------------------ | ------------------------------------ | ------------------------------------ | ------------------------------------ | ------------------------------------ | ------------------------------------ | ------------------------------------ | ------------------------------------ | ------------------------------------ | ------------------------------------ | ------------------------------------ | ------------------------------------ | ------------------------------------ | ------------------------------------ | ------------------------------------ | ------------------------------------ | ------------------------------------ | ------------------------------------ | ------------------------------------ | ------ | ------- |
| 2020 | Jenzer Motorsport | RBR                                  | RBR                                  | RBR                                  | RBR                                  | HUN                                  | HUN                                  | SIL                                  | SIL                                  | SIL                                  | SIL                                  | CAT                                  | CAT                                  | SPA                                  | SPA                                  | MNZ                                  | MNZ                                  | MUG                                  | MUG                                  |                                      |                                      |                                      | 11     | 18      |
| 2020 | Jenzer Motorsport | 27                                   | 18                                   | 23                                   | NS                                   | 22                                   | 24†                                  | 24                                   | 23                                   | 27†                                  | 16                                   | 10                                   | 3                                    | 13                                   | 26                                   | NU                                   | 20                                   | 16                                   | 15                                   |                                      |                                      |                                      | 11     | 18      |
| 2021 | HWA Racelab       | CAT                                  | CAT                                  | CAT                                  | LEC                                  | LEC                                  | LEC                                  | RBR                                  | RBR                                  | RBR                                  | HUN                                  | HUN                                  | HUN                                  | SPA                                  | SPA                                  | SPA                                  | ZAN                                  | ZAN                                  | ZAN                                  | SOC                                  | SOC                                  | SOC                                  | 44     | 14      |
| 2021 | HWA Racelab       | 10                                   | 26†                                  | 3                                    | 22                                   | 13                                   | 20                                   | 23                                   | 12                                   | 5                                    | 10                                   | 1                                    | 25                                   | 19                                   | NU                                   | 26                                   | 17                                   | 9                                    | 28                                   | 16                                   | OD                                   | 17                                   | 44     | 14      |

### Formuła 2
| Rok  | Zespół        | Wyniki w poszczególnych eliminacjach | Wyniki w poszczególnych eliminacjach | Wyniki w poszczególnych eliminacjach | Wyniki w poszczególnych eliminacjach | Wyniki w poszczególnych eliminacjach | Wyniki w poszczególnych eliminacjach | Wyniki w poszczególnych eliminacjach | Wyniki w poszczególnych eliminacjach | Wyniki w poszczególnych eliminacjach | Wyniki w poszczególnych eliminacjach | Wyniki w poszczególnych eliminacjach | Wyniki w poszczególnych eliminacjach | Wyniki w poszczególnych eliminacjach | Wyniki w poszczególnych eliminacjach | Wyniki w poszczególnych eliminacjach | Wyniki w poszczególnych eliminacjach | Wyniki w poszczególnych eliminacjach | Wyniki w poszczególnych eliminacjach | Wyniki w poszczególnych eliminacjach | Wyniki w poszczególnych eliminacjach | Wyniki w poszczególnych eliminacjach | Wyniki w poszczególnych eliminacjach | Wyniki w poszczególnych eliminacjach | Wyniki w poszczególnych eliminacjach | Punkty | Pozycja |
| ---- | ------------- | ------------------------------------ | ------------------------------------ | ------------------------------------ | ------------------------------------ | ------------------------------------ | ------------------------------------ | ------------------------------------ | ------------------------------------ | ------------------------------------ | ------------------------------------ | ------------------------------------ | ------------------------------------ | ------------------------------------ | ------------------------------------ | ------------------------------------ | ------------------------------------ | ------------------------------------ | ------------------------------------ | ------------------------------------ | ------------------------------------ | ------------------------------------ | ------------------------------------ | ------------------------------------ | ------------------------------------ | ------ | ------- |
| 2021 | HWA Racelab   | BHR                                  | BHR                                  | BHR                                  | MON                                  | MON                                  | MON                                  | BAK                                  | BAK                                  | BAK                                  | SIL                                  | SIL                                  | SIL                                  | MNZ                                  | MNZ                                  | MNZ                                  | SOC                                  | SOC                                  | SOC                                  | JED                                  | JED                                  | JED                                  | YAS                                  | YAS                                  | YAS                                  | 1      | 22      |
| 2021 | HWA Racelab   | 14                                   | 9                                    | 10                                   | –                                    | –                                    | –                                    | –                                    | –                                    | –                                    | –                                    | –                                    | –                                    | –                                    | –                                    | –                                    | –                                    | –                                    | –                                    | –                                    | –                                    | –                                    | –                                    | –                                    | –                                    | 1      | 22      |
| 2021 | Campos Racing | –                                    | –                                    | –                                    | –                                    | –                                    | –                                    | 15                                   | 11                                   | NW                                   | 15                                   | 14                                   | 18                                   | –                                    | –                                    | –                                    | –                                    | –                                    | –                                    | –                                    | –                                    | –                                    | –                                    | –                                    | –                                    | 1      | 22      |